# La Bassola (Sant Joan de Mollet)
La Bassola és una muntanya de 113 metres que es troba al municipi de Sant Joan de Mollet, a la comarca del Gironès.